# Don Camillo e i giovani d’oggi (Film)
Don Camillo e i giovani d’oggi (dt.: Don Camillo und die Jugend von heute) ist ein italienischer Film von 1972. Er basiert auf dem Roman Don Camillo und die Rothaarige von Giovanni Guareschi. Der ursprünglich in Angriff genommene Film mit demselben Titel blieb unvollendet, da der Hauptdarsteller des Don Camillo, Fernandel, während der Dreharbeiten verstorben war. Fernandel wurde durch Gastone Moschin ersetzt und auch die Rolle des Peppone wurde neu besetzt, da Gino Cervi nicht ohne Fernandel weitermachen wollte.

## Handlung
Im Jahr 1972 wird das kleine, beschauliche Dorf von Peppone und Don Camillo von der modernen Zeit überrollt. Zunächst zieht das Apothekerehepaar Bognoni ins Dorf; beide sind Kommunisten, die Peppone mit ihren modernen Ideen zu schaffen machen. Der hat schon genug Sorgen mit seinem jüngsten Sohn Michele, der die Haare lang trägt, sich Veleno (Gift) nennt und Anführer der örtlichen Motorradbande ist. Auch Don Camillo sieht sich mit der neuen Zeit konfrontiert: Die Kurie hat ihm Don Francesco, genannt „Don Chichì“, zur Seite gestellt, der die Neuerungen des Zweiten Vatikanischen Konzils in der Gemeinde durchsetzen soll, in welcher der starrköpfige Don Camillo die Messe immer noch nach altem Ritus hält. Darüber hinaus muss er auch auf seine widerspenstige Nichte, die junge Caterina, genannt Cat, aufpassen. Sie ist mit Velenos Erzfeind Ringo verlobt, dem Anführer einer rivalisierenden Rockerbande aus der Stadt. Don Camillo setzt außerdem zu, dass seine Nichte zur Miss Unità gewählt wird, während Peppones Wiederwahl durch die Gründung einer maoistischen Zelle durch das Ehepaar Bognoni gefährdet ist. Zwischen Veleno und Cat entwickelt sich eine Liebesgeschichte und nach viel Hin und Her heiraten sie schließlich, wie es sich für anständige junge Leute gehört.

## Kritik
Die einheimischen Kritiker meinten, „einige Szenen seien akzeptabel, da es in ihnen gelinge, die Atmosphäre des ländlichen Lebens einzufangen. Für den Rest wurden die vorherigen Filme abgestaubt: Die von kaum verhohlener Sympathie getragenen Streitigkeiten, klebriges Happy-End und so weiter...“